# Speaking in Tongues
Speaking in Tongues é o quinto álbum de estúdio da banda americana Talking Heads, lançado em 1983. "Burning Down the House" e "This Must Be the Place (Naive Melody)" foram lançadas como singles. A capa foi desenhada por David Byrne.

## Faixas
| N.º            | Título                                  | Duração |  |
| 1.             | "Burning Down the House"                | 4:03    |  |
| 2.             | "Making Flippy Floppy"                  | 4:36    |  |
| 3.             | "Girlfriend Is Better"                  | 4:24    |  |
| 4.             | "Slippery People"                       | 3:33    |  |
| 5.             | "I Get Wild / Wild Gravity"             | 4:11    |  |
| 6.             | "Swamp"                                 | 5:15    |  |
| 7.             | "Moon Rocks"                            | 5:04    |  |
| 8.             | "Pull Up the Roots"                     | 5:10    |  |
| 9.             | "This Must Be the Place (Naive Melody)" | 4:53    |  |
| Duração total: | Duração total:                          | 41:13   |  |

## Formação
- David Byrne: Baixo, Compositor, Guitarra, Teclados, Percussão, Vocais, Art work (Capa)
- Tina Weymouth: Baixo, Compositor, Guitarra, Sintetizador, Vocais de apoio
- Chris Frantz: Bateria, Compositor, Sintetizador, Vocais de apoio
- Jerry Harrison: Teclados, Compositor, Guitarra, Vocais de apoio
- Raphael Dejesus: Percussão [F. 4, 5, 8]
- David Van Tieghem: Percussão [F. 5, 9]
- Steve Scales: Percussão [F. 1, 7]
- Alex Weir: Guitarra  [Faixas 2, 6, 7, 8]
- Shankar: Violino [Faixa 2]
- Richard Landry: Saxofone [Faixa 4]
- Bernie Worrell: Sintetizador [Faixa 3]
- Wally Badarou: Sintetizador [Faixas 1, 6, 9]
- Dolette McDonald e Nona Hendryx: Vocais de apoio

Produzido por Talking Heads

## Recepção e crítica
| Críticas profissionais | Críticas profissionais |
| Avaliações da crítica  | Avaliações da crítica  |
| Fonte                  | Avaliação              |
| ---------------------- | ---------------------- |
| Allmusic               | [ 4 ]                  |
| Rolling Stone          | [ 5 ]                  |
| Sputnikmusic           | [ 6 ]                  |
| Robert Christgau       | (A-)                   |

O crítico do site Allmusic.com, William Ruhlmann, deu 4 estrelas (de 5) para o álbum. David Fricke, crítico da Revista Rolling Stone, afirmou que este álbum diminui a barreira entre a música pop e o funk profundo. Ele ainda afirma: "Os Heads nunca fizeram o funk de forma tão fluente, e nem mostraram tamanho senso de proposta e diversão". A música "Burning Down the House" foi o primeiro Top 10 da banda, alcançando a 9ª posição na Billboard Hot 100. "This Must Be the Place (Naive Melody)" alcançou a 62ª posição no mesmo chart, "Slippery People" chegou ao 68º lugar no Reino Unido.